# Tucan
Tucanii (Ramphastidae) sunt o familie foarte mare de păsări piciforme, care cuprinde cinci genuri și peste 40 de specii diferite. Toate speciile trăiesc în coronamentul copacilor din pădurea tropicală densă din regiunea Amazonului și în zonele împădurite restrânse din America. Ele trăiesc în cele mai înalte niveluri ale pădurii și rareori se apropie de sol. 

## Comportament și ecologie
Tucanii sunt foarte sociabili și majoritatea speciilor apar în grupuri de până la 20 sau mai multe păsări în cea mai mare parte a timpului. În timpul sezonului de împerechere, perechile se retrag de grup, iar când sezonul de împerechere a luat sfârșit aceștia se reîntorc cu puii lor. Grupuri mai mari se pot forma în timpul migrației sau în jurul unui copac fructifer deosebit de mare.
Tucanii își petrec adesea timpul luptându-se cu ciocurile, urmărind și strigând în timpul îndelungat necesar pentru digerarea fructelor. Aceste comportamente pot fi legate de menținerea legăturii de perecheii sau de stabilirea ierarhiilor de dominare, dar timpul necesar pentru digerarea fructelor, care poate dura până la 75 de minute și în timpul căruia tucanul nu se poate hrăni, oferă acest timp pentru socializare.

### Hrană
Tucanii sunt în principal frugivori (mănâncă fructe), dar sunt oportuniști omnivori luând pradă insecte, păsări de dimensiuni mici sau șopârle mici. S-a raportat că tucanii ținuți în captivitate vânează insecte în mod activ în cuștile lor și este posibil ca alimentația tucanilor să fie centrată exclusiv pe insecte. De asemenea, ei jefuiesc cuiburile păsărilor mai mici, luând ouăle și puii. Acest lucru oferă probabil un aport esențial de proteine în alimentația lor. Pe lângă faptul că sunt prădătoare sistematice și frugivore, ca multe alte păsări omnivore, ele preferă hrana animală pentru a-și hrăni puii. Cu toate acestea, în arealul lor, tucanii sunt frugivori dominanți și, ca atare, joacă un rol ecologic extrem de important ca vectori pentru dispersarea semințelor arborilor fructiferi.

## Relaționarea cu oamenii
Datorită aspectului lor unic, tucanii sunt printre cele mai populare și mai cunoscute păsări din lume. În lumea occidentală au fost popularizate pentru prima dată de John Gould, care a dedicat două ediții unei monografii detaliate a familiei. Constelația Tucanul, care conține cea mai mare parte a Micului Nor al lui Magellan, poartă numele tucanului. 
Familia a fost folosită în mod proeminent în publicitate. În timpul anilor 1930 și 1940, publicitatea pentru berea Guinness a prezentat un tucan, deoarece aspectul alb-negru al păsării reflecta băutura. Un desen animat cu un tucan, tucanul Sam, a fost folosit ca mascotă a cerealelor pentru micul dejun în 1963, iar un tucan este mascota Partidului brazilian al social-democrației; membrii săi de partid sunt numiți tucanos din acest motiv.
Tucanii au fost folosiți și în media populară. Ei au fost folosiți ca personaje principale în Toucan Tecs, un desen animat de televiziune britanic din 1992 despre doi detectivi pe nume Zippi și Zac. În „Dora exploratoarea”, personajul Señor Túcan este un tucan vorbitor de spaniolă care le dă ocazional sfaturi Dorei și prietenilor ei. Tuca, personajul antropomorf titular al emisiunii Tuca & Bertie din 2019, este un tucan și companionul mierlei cântătoare Bertie. În jocul Nintendo 3DS Pokémon Sun și Moon din 2016, Pokémon Toucannon și evoluțiile sale anterioare au fost modelate după un tucan toco.

## Taxonomie și sistematică
Numele acestui grup de păsări este derivat din cuvântul tukana din limba tupi sau din cuvântul tukã din limba guarani, prin intermediul limbii portugheze. Relația filogenetică dintre tucani și celelalte opt familii din ordinul Piciformes este prezentată în cladograma de mai jos.
|  | Galbulidae – (18 specii) |
|  |                          |
|  | Bucconidae – (38 specii) |
|  |                          |

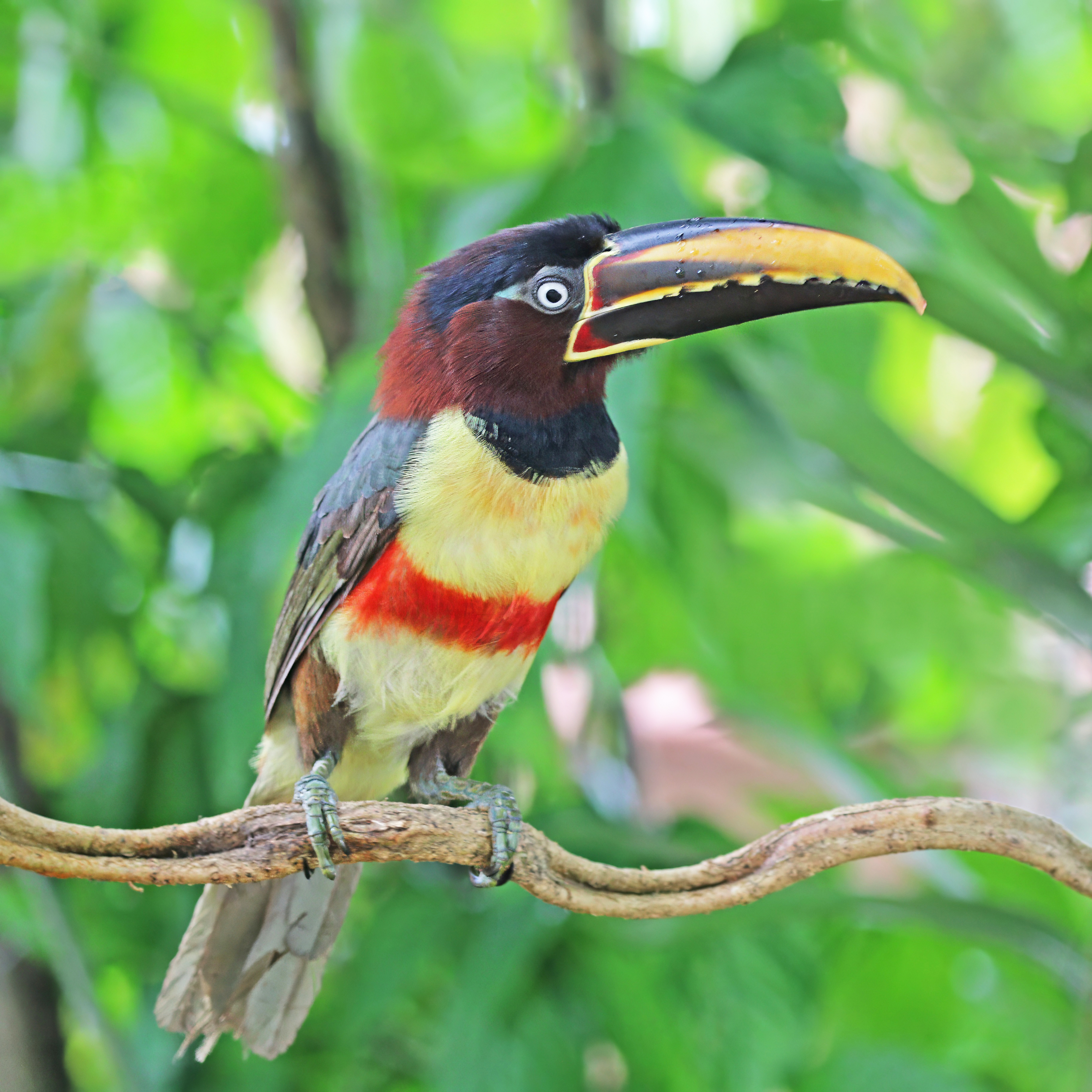
Pteroglossus castanotis

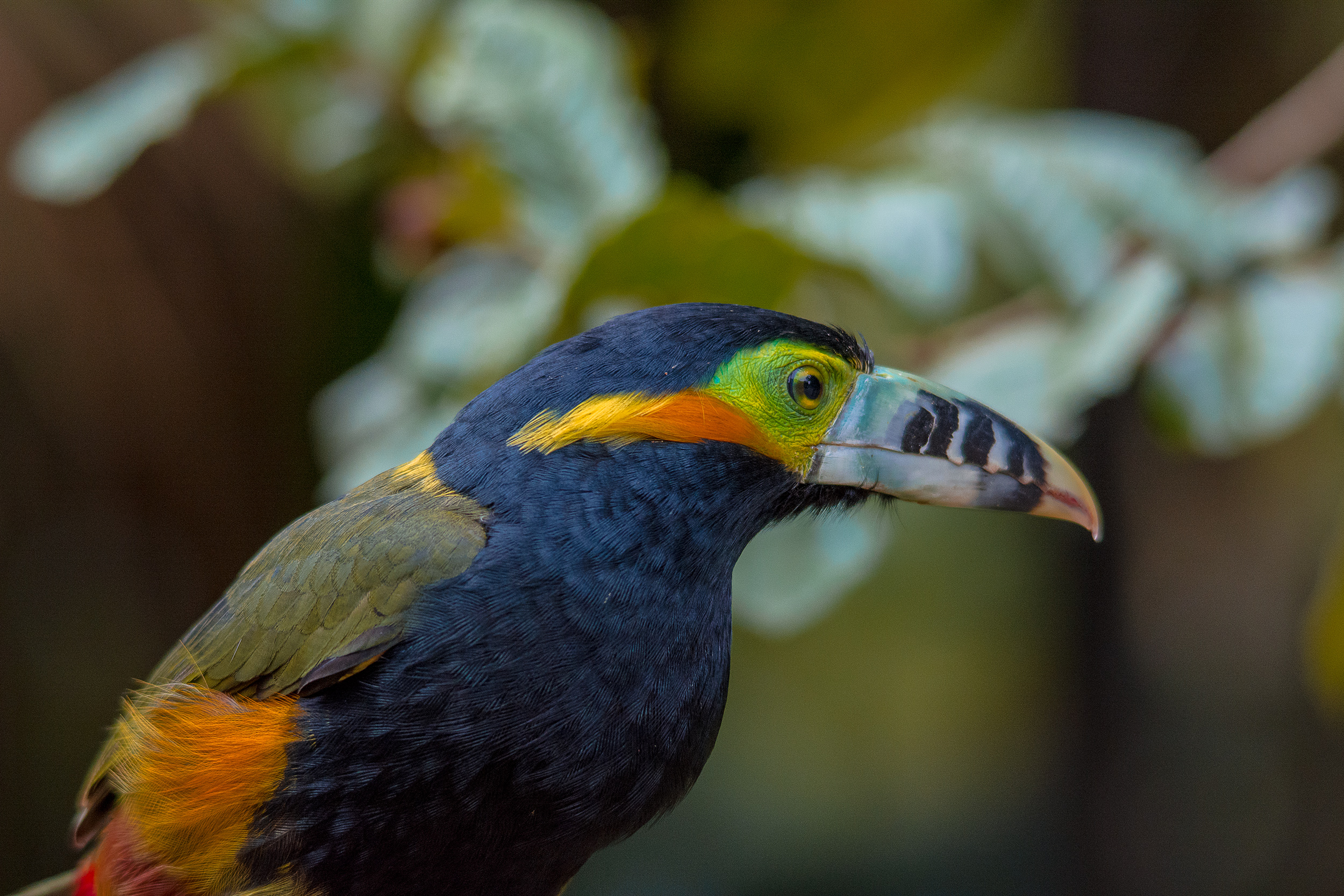
Selenidera maculirostris

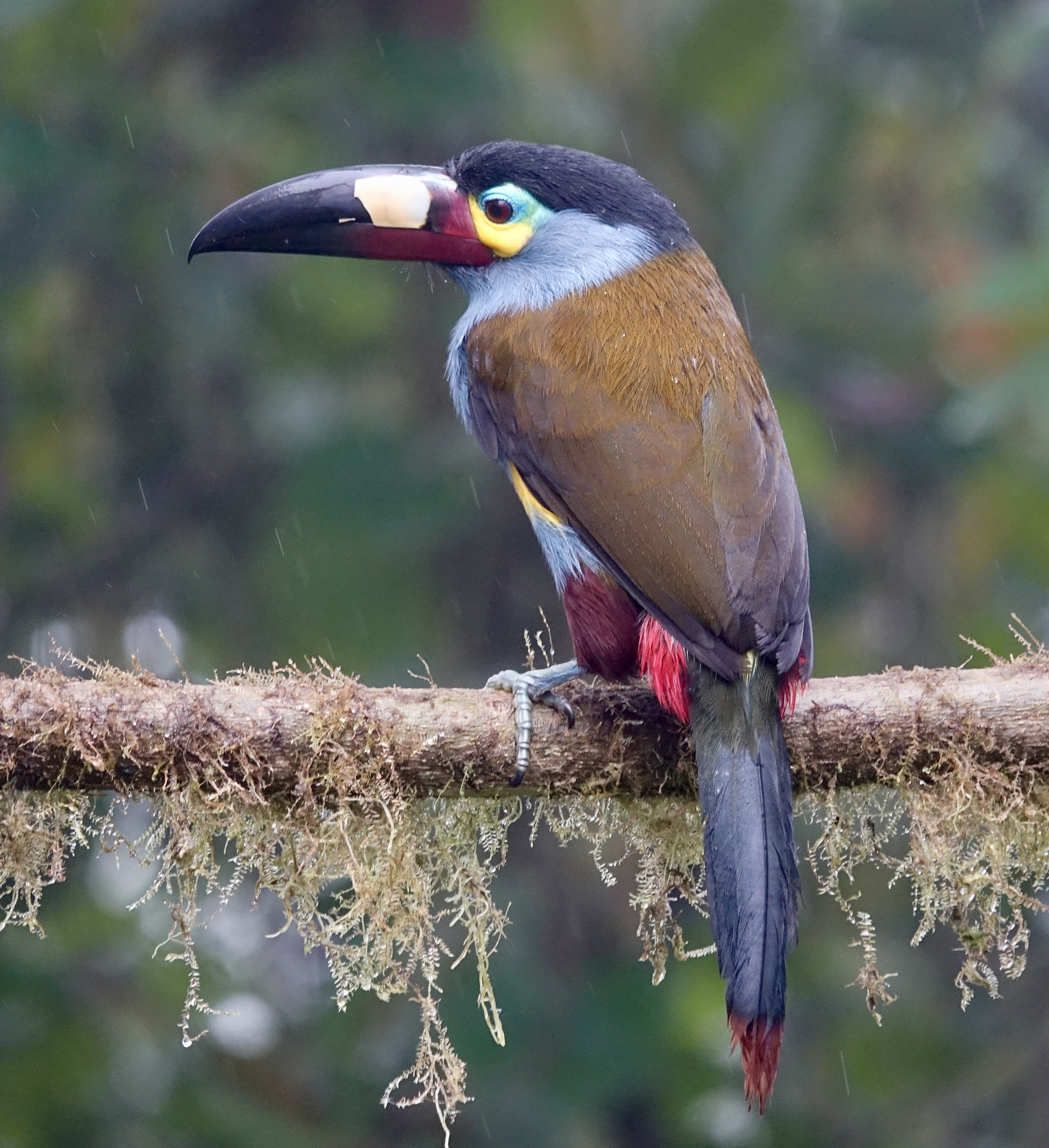
Andigena laminirostris

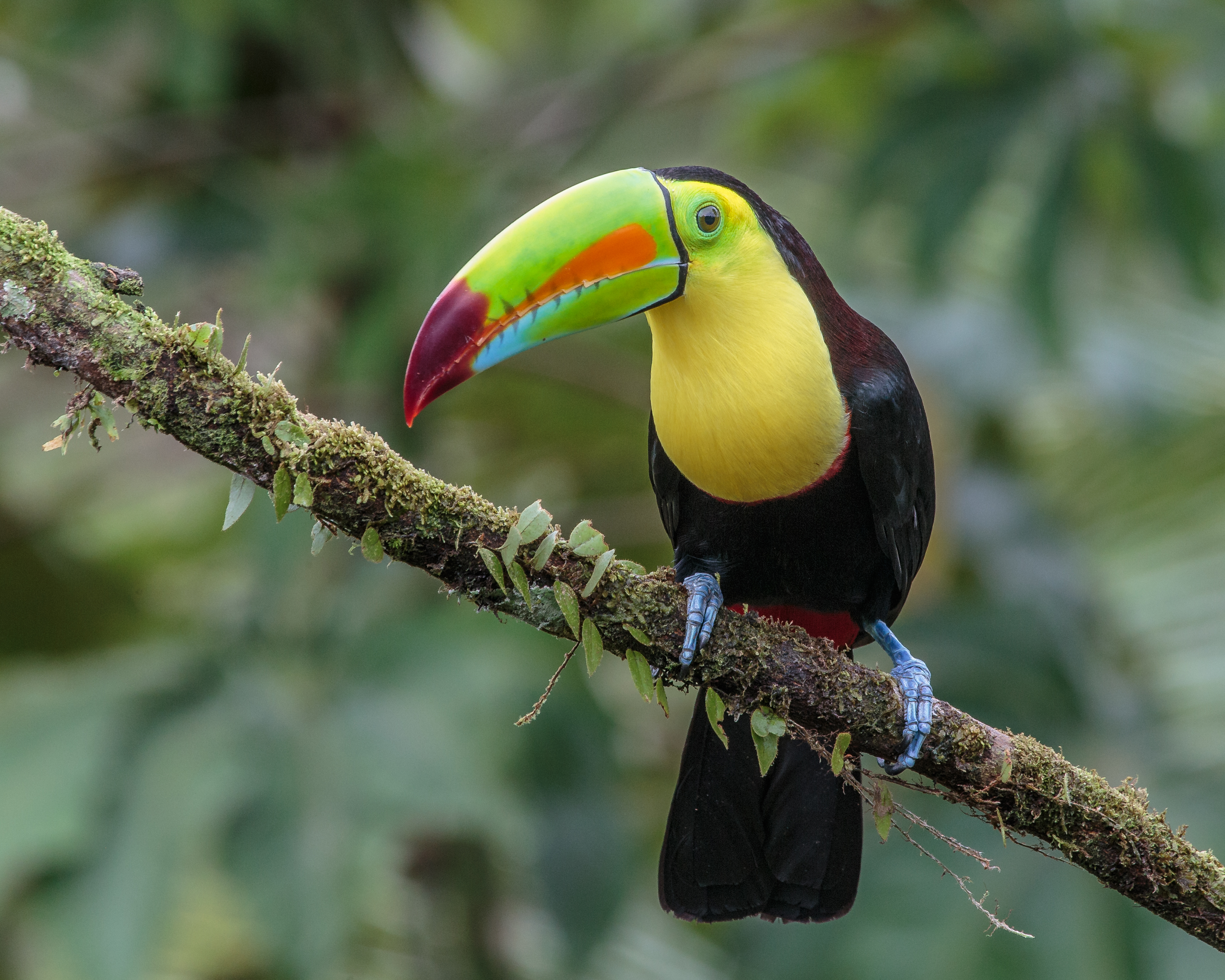
Tucan cu cioc curcubeu (Ramphastos sulfuratus)

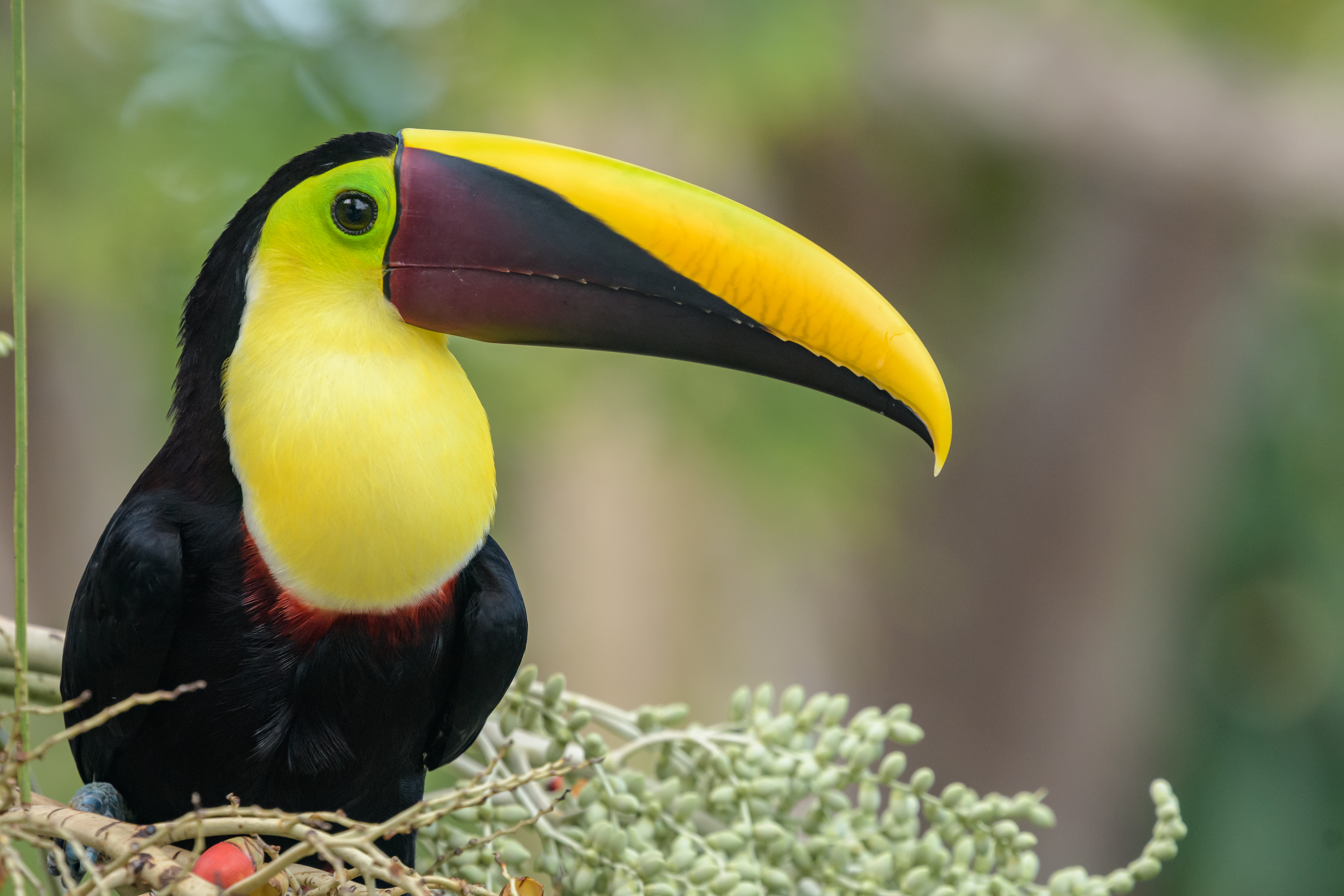
Tucan cu gât galben (Ramphastos ambiguus)

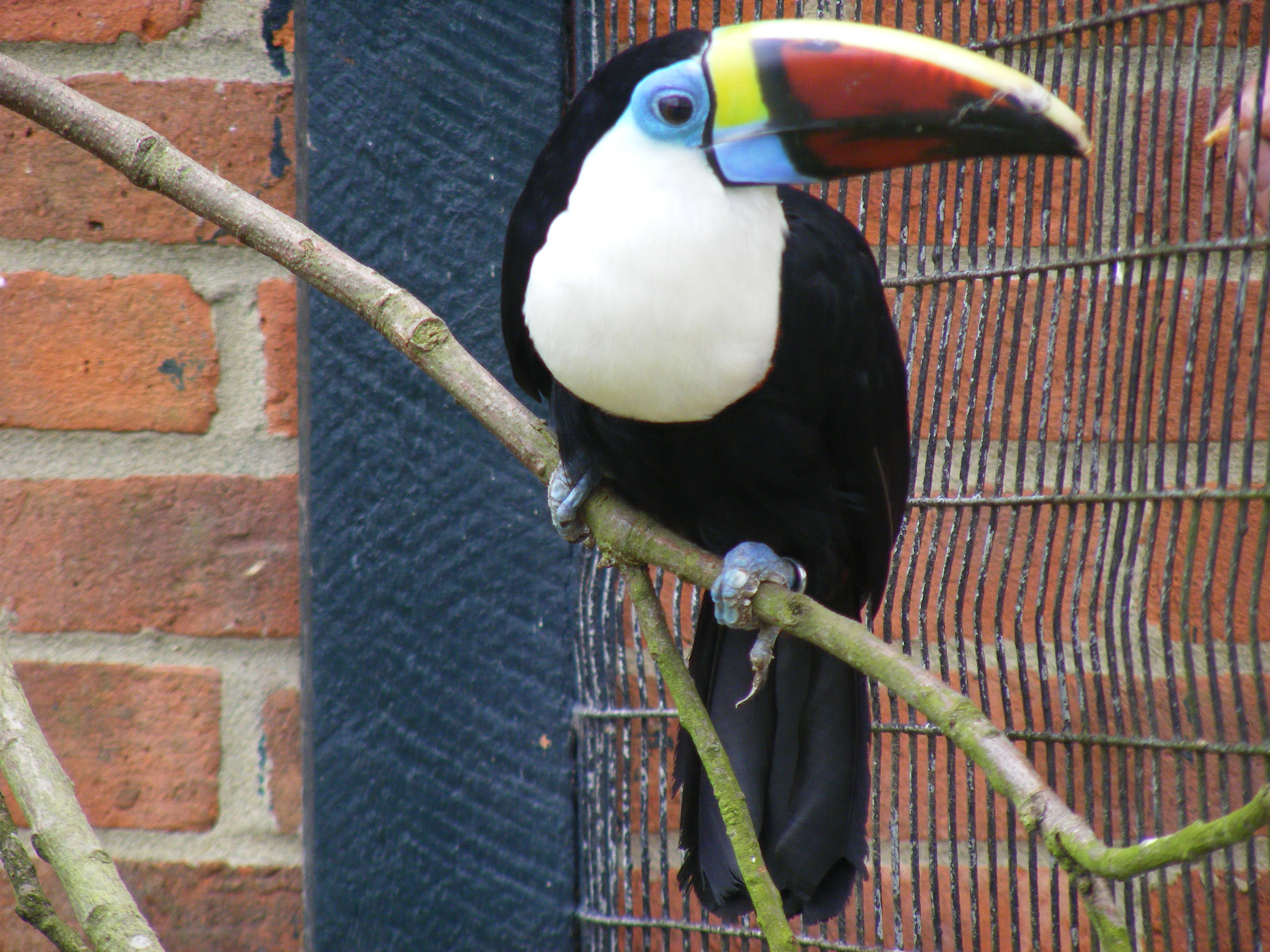
Tucan cu gât alb (Ramphastos tucanus)

|  | Indicatoridae – (16 specii)        |
|  |                                    |
|  | Picidae – ciocănitori (240 specii) |
|  |                                    |

|  | Capitonidae – (15 specii)                                                                         |
|  |                                                                                                   |
|  | \| \| Semnornithidae – (2 specii) \| \| \| \| \| \| Ramphastidae – tucani (43 specii) \| \| \| \| |
|  |                                                                                                   |
|  | Semnornithidae – (2 specii)                                                                       |
|  |                                                                                                   |
|  | Ramphastidae – tucani (43 specii)                                                                 |
|  |                                                                                                   |

|  | Semnornithidae – (2 specii)       |
|  |                                   |
|  | Ramphastidae – tucani (43 specii) |
|  |                                   |

|  | Capitonidae – (15 specii)                                                                         |
|  |                                                                                                   |
|  | \| \| Semnornithidae – (2 specii) \| \| \| \| \| \| Ramphastidae – tucani (43 specii) \| \| \| \| |
|  |                                                                                                   |
|  | Semnornithidae – (2 specii)                                                                       |
|  |                                                                                                   |
|  | Ramphastidae – tucani (43 specii)                                                                 |
|  |                                                                                                   |

|  | Semnornithidae – (2 specii)       |
|  |                                   |
|  | Ramphastidae – tucani (43 specii) |
|  |                                   |

|  | Capitonidae – (15 specii)                                                                         |
|  |                                                                                                   |
|  | \| \| Semnornithidae – (2 specii) \| \| \| \| \| \| Ramphastidae – tucani (43 specii) \| \| \| \| |
|  |                                                                                                   |
|  | Semnornithidae – (2 specii)                                                                       |
|  |                                                                                                   |
|  | Ramphastidae – tucani (43 specii)                                                                 |
|  |                                                                                                   |

|  | Semnornithidae – (2 specii)       |
|  |                                   |
|  | Ramphastidae – tucani (43 specii) |
|  |                                   |

|  | Capitonidae – (15 specii)                                                                         |
|  |                                                                                                   |
|  | \| \| Semnornithidae – (2 specii) \| \| \| \| \| \| Ramphastidae – tucani (43 specii) \| \| \| \| |
|  |                                                                                                   |
|  | Semnornithidae – (2 specii)                                                                       |
|  |                                                                                                   |
|  | Ramphastidae – tucani (43 specii)                                                                 |
|  |                                                                                                   |

|  | Semnornithidae – (2 specii)       |
|  |                                   |
|  | Ramphastidae – tucani (43 specii) |
|  |                                   |

|  | Indicatoridae – (16 specii)        |
|  |                                    |
|  | Picidae – ciocănitori (240 specii) |
|  |                                    |

|  | Capitonidae – (15 specii)                                                                         |
|  |                                                                                                   |
|  | \| \| Semnornithidae – (2 specii) \| \| \| \| \| \| Ramphastidae – tucani (43 specii) \| \| \| \| |
|  |                                                                                                   |
|  | Semnornithidae – (2 specii)                                                                       |
|  |                                                                                                   |
|  | Ramphastidae – tucani (43 specii)                                                                 |
|  |                                                                                                   |

|  | Semnornithidae – (2 specii)       |
|  |                                   |
|  | Ramphastidae – tucani (43 specii) |
|  |                                   |

|  | Capitonidae – (15 specii)                                                                         |
|  |                                                                                                   |
|  | \| \| Semnornithidae – (2 specii) \| \| \| \| \| \| Ramphastidae – tucani (43 specii) \| \| \| \| |
|  |                                                                                                   |
|  | Semnornithidae – (2 specii)                                                                       |
|  |                                                                                                   |
|  | Ramphastidae – tucani (43 specii)                                                                 |
|  |                                                                                                   |

|  | Semnornithidae – (2 specii)       |
|  |                                   |
|  | Ramphastidae – tucani (43 specii) |
|  |                                   |

|  | Capitonidae – (15 specii)                                                                         |
|  |                                                                                                   |
|  | \| \| Semnornithidae – (2 specii) \| \| \| \| \| \| Ramphastidae – tucani (43 specii) \| \| \| \| |
|  |                                                                                                   |
|  | Semnornithidae – (2 specii)                                                                       |
|  |                                                                                                   |
|  | Ramphastidae – tucani (43 specii)                                                                 |
|  |                                                                                                   |

|  | Semnornithidae – (2 specii)       |
|  |                                   |
|  | Ramphastidae – tucani (43 specii) |
|  |                                   |

|  | Capitonidae – (15 specii)                                                                         |
|  |                                                                                                   |
|  | \| \| Semnornithidae – (2 specii) \| \| \| \| \| \| Ramphastidae – tucani (43 specii) \| \| \| \| |
|  |                                                                                                   |
|  | Semnornithidae – (2 specii)                                                                       |
|  |                                                                                                   |
|  | Ramphastidae – tucani (43 specii)                                                                 |
|  |                                                                                                   |

|  | Semnornithidae – (2 specii)       |
|  |                                   |
|  | Ramphastidae – tucani (43 specii) |
|  |                                   |

|  | Galbulidae – (18 specii) |
|  |                          |
|  | Bucconidae – (38 specii) |
|  |                          |

|  | Indicatoridae – (16 specii)        |
|  |                                    |
|  | Picidae – ciocănitori (240 specii) |
|  |                                    |

|  | Capitonidae – (15 specii)                                                                         |
|  |                                                                                                   |
|  | \| \| Semnornithidae – (2 specii) \| \| \| \| \| \| Ramphastidae – tucani (43 specii) \| \| \| \| |
|  |                                                                                                   |
|  | Semnornithidae – (2 specii)                                                                       |
|  |                                                                                                   |
|  | Ramphastidae – tucani (43 specii)                                                                 |
|  |                                                                                                   |

|  | Semnornithidae – (2 specii)       |
|  |                                   |
|  | Ramphastidae – tucani (43 specii) |
|  |                                   |

|  | Capitonidae – (15 specii)                                                                         |
|  |                                                                                                   |
|  | \| \| Semnornithidae – (2 specii) \| \| \| \| \| \| Ramphastidae – tucani (43 specii) \| \| \| \| |
|  |                                                                                                   |
|  | Semnornithidae – (2 specii)                                                                       |
|  |                                                                                                   |
|  | Ramphastidae – tucani (43 specii)                                                                 |
|  |                                                                                                   |

|  | Semnornithidae – (2 specii)       |
|  |                                   |
|  | Ramphastidae – tucani (43 specii) |
|  |                                   |

|  | Capitonidae – (15 specii)                                                                         |
|  |                                                                                                   |
|  | \| \| Semnornithidae – (2 specii) \| \| \| \| \| \| Ramphastidae – tucani (43 specii) \| \| \| \| |
|  |                                                                                                   |
|  | Semnornithidae – (2 specii)                                                                       |
|  |                                                                                                   |
|  | Ramphastidae – tucani (43 specii)                                                                 |
|  |                                                                                                   |

|  | Semnornithidae – (2 specii)       |
|  |                                   |
|  | Ramphastidae – tucani (43 specii) |
|  |                                   |

|  | Capitonidae – (15 specii)                                                                         |
|  |                                                                                                   |
|  | \| \| Semnornithidae – (2 specii) \| \| \| \| \| \| Ramphastidae – tucani (43 specii) \| \| \| \| |
|  |                                                                                                   |
|  | Semnornithidae – (2 specii)                                                                       |
|  |                                                                                                   |
|  | Ramphastidae – tucani (43 specii)                                                                 |
|  |                                                                                                   |

|  | Semnornithidae – (2 specii)       |
|  |                                   |
|  | Ramphastidae – tucani (43 specii) |
|  |                                   |

|  | Indicatoridae – (16 specii)        |
|  |                                    |
|  | Picidae – ciocănitori (240 specii) |
|  |                                    |

|  | Capitonidae – (15 specii)                                                                         |
|  |                                                                                                   |
|  | \| \| Semnornithidae – (2 specii) \| \| \| \| \| \| Ramphastidae – tucani (43 specii) \| \| \| \| |
|  |                                                                                                   |
|  | Semnornithidae – (2 specii)                                                                       |
|  |                                                                                                   |
|  | Ramphastidae – tucani (43 specii)                                                                 |
|  |                                                                                                   |

|  | Semnornithidae – (2 specii)       |
|  |                                   |
|  | Ramphastidae – tucani (43 specii) |
|  |                                   |

|  | Capitonidae – (15 specii)                                                                         |
|  |                                                                                                   |
|  | \| \| Semnornithidae – (2 specii) \| \| \| \| \| \| Ramphastidae – tucani (43 specii) \| \| \| \| |
|  |                                                                                                   |
|  | Semnornithidae – (2 specii)                                                                       |
|  |                                                                                                   |
|  | Ramphastidae – tucani (43 specii)                                                                 |
|  |                                                                                                   |

|  | Semnornithidae – (2 specii)       |
|  |                                   |
|  | Ramphastidae – tucani (43 specii) |
|  |                                   |

|  | Capitonidae – (15 specii)                                                                         |
|  |                                                                                                   |
|  | \| \| Semnornithidae – (2 specii) \| \| \| \| \| \| Ramphastidae – tucani (43 specii) \| \| \| \| |
|  |                                                                                                   |
|  | Semnornithidae – (2 specii)                                                                       |
|  |                                                                                                   |
|  | Ramphastidae – tucani (43 specii)                                                                 |
|  |                                                                                                   |

|  | Semnornithidae – (2 specii)       |
|  |                                   |
|  | Ramphastidae – tucani (43 specii) |
|  |                                   |

|  | Capitonidae – (15 specii)                                                                         |
|  |                                                                                                   |
|  | \| \| Semnornithidae – (2 specii) \| \| \| \| \| \| Ramphastidae – tucani (43 specii) \| \| \| \| |
|  |                                                                                                   |
|  | Semnornithidae – (2 specii)                                                                       |
|  |                                                                                                   |
|  | Ramphastidae – tucani (43 specii)                                                                 |
|  |                                                                                                   |

|  | Semnornithidae – (2 specii)       |
|  |                                   |
|  | Ramphastidae – tucani (43 specii) |
|  |                                   |

Uniunea Internațională a Ornitologilor (IOU) recunoaște 43 de specii de tucani din cinci genuri:
- Genul Aulacorhynchus Gould, 1835
  - Aulacorhynchus wagleri (J.H.C.F.Sturm  & J.W.Sturm, 1841)
  - Aulacorhynchus prasinus (Gould, 1833)
  - Aulacorhynchus caeruleogularis (Gould, 1853)
  - Aulacorhynchus albivitta (Boissonneau, 1840)
  - Aulacorhynchus atrogularis (J.H.C.F.Sturm  & J.W.Sturm, 1841)
  - Aulacorhynchus sulcatus (Swainson, 1820)
  - Aulacorhynchus derbianus Gould, 1835
  - Aulacorhynchus whitelianus (Salvin & Godman, 1882)
  - Aulacorhynchus haematopygus (Gould, 1835)
  - Aulacorhynchus huallagae Carriker, 1933
  - Aulacorhynchus coeruleicinctis d'Orbigny, 1840
- Genul Pteroglossus Illiger, 1811
  - Pteroglossus viridis (Linnaeus, 1766)
  - Pteroglossus inscriptus Swainson, 1822
  - Pteroglossus bitorquatus Vigors, 1826
  - Pteroglossus azara (Vieillot, 1819)
  - Pteroglossus mariae Gould, 1854
  - Pteroglossus aracari (Linnaeus, 1758)
  - Pteroglossus castanotis Gould, 1834
  - Pteroglossus pluricinctus Gould, 1835
  - Pteroglossus torquatus (J.F.Gmelin, 1788)
  - Pteroglossus sanguineus Gould, 1854
  - Pteroglossus erythropygius Gould, 1843
  - Pteroglossus frantzii Cabanis, 1861
  - Pteroglossus beauharnaesii Wagler, 1832
  - Pteroglossus bailloni (Vieillot, 1819)
- Genul Selenidera Gould, 1837
  - Selenidera spectabilis Cassin, 1858
  - Selenidera piperivora (Linnaeus, 1758)
  - Selenidera reinwardtii (Wagler, 1827)
  - Selenidera nattereri (Gould, 1835)
  - Selenidera gouldii (Natterer, 1837)
  - Selenidera maculirostris (Lichtenstein, 1823)
- Genul Andigena Gould, 1851
  - Andigena hypoglauca (Gould, 1833)
  - Andigena laminirostris Gould, 1851
  - Andigena cucullata (Gould, 1846)
  - Andigena nigrirostris (Waterhouse, 1839)
- Genul Ramphastos Linnaeus, 1758
  - Ramphastos dicolorus Linnaeus, 1766
  - Ramphastos vitellinus Lichtenstein, 1823
  - Ramphastos citreolaemus Gould, 1844
  - Ramphastos brevis Meyer de Schauensee, 1945
  - Ramphastos sulfuratus Lesson, 1830
  - Ramphastos toco Statius Müller, 1776
  - Ramphastos tucanus Linnaeus, 1758
  - Ramphastos ambiguus Swainson, 1823